# Geonoma polyandra
Geonoma polyandra là loài thực vật có hoa thuộc họ Arecaceae. Loài này được Skov mô tả khoa học đầu tiên năm 1994.